# Bastardiastrum batesii
Bastardiastrum batesii là một loài thực vật có hoa trong họ Cẩm quỳ. Loài này được Fryxell & S.D.Koch mô tả khoa học đầu tiên năm 1987.